# Hořepník
Hořepník är en ort i Tjeckien.   Den ligger i regionen Vysočina, i den centrala delen av landet, 80 km sydost om huvudstaden Prag. Hořepník ligger 460 meter över havet och antalet invånare är 627.
Terrängen runt Hořepník är huvudsakligen platt, men västerut är den kuperad. Hořepník ligger nere i en dal.Runt Hořepník är det ganska tätbefolkat, med 90 invånare per kvadratkilometer. Närmaste större samhälle är Pelhřimov, 12,4 km sydost om Hořepník. Trakten runt Hořepník består till största delen av jordbruksmark.